# L'impossibile vivere
L'impossibile vivere è un singolo di Renato Zero pubblicato nel 1998 da Fonòpoli in formato CD, primo estratto dall'album Amore dopo amore.

## Il disco
Scritto dal cantante insieme a Claudio Guidetti, Maurizio Fabrizio e Vincenzo Incenzo, il singolo ha debuttato in classifica il 20 marzo 1998, piazzandosi in prima posizione e restando nella top 10 per 5 settimane consecutive.

## Tracce
1. L'impossibile vivere – 4:06
2. Il mercante di stelle – 3:44

## Classifiche
| Classifica (1998) | Posizione massima |
| ----------------- | ----------------- |
| Italia            | 1                 |

### Classifiche di fine anno
| Classifica (1998) | Posizione |
| ----------------- | --------- |
| Italia            | 60        |